# День відновлення незалежності Латвійської Республіки

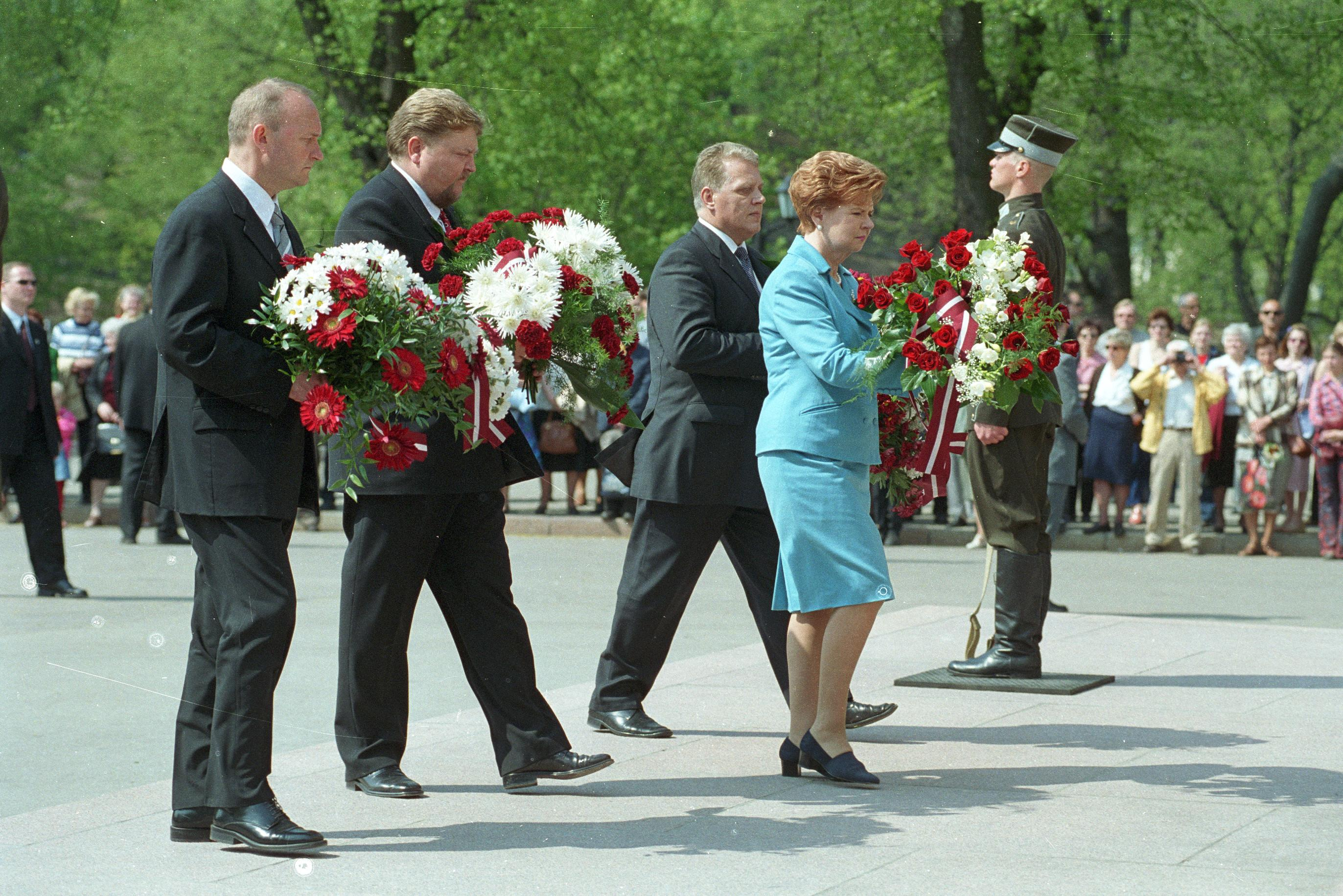
Міністр закордонних справ Індуліс Берзіньш, спікер Сейми Яніс Страуме, президент Латвії Вайра Віге-Фрейберга та прем'єр-міністр Андріс Берзіньш (зліва направо) покладають квіти біля підніжжя пам'ятника Свободи до Дня відновлення незалежності Латвії у 2002 році

День відновлення незалежності латис. Latvijas Republikas Neatkarības atjaunošanas diena (   ) - це національне свято та подія Латвії, яке відзначається щороку 4 травня. Це ознаменує, як і інші прибалтійські республіки, відновлення Латвійської Республіки офіційною заявою Верховної Ради Латвійської РСР 4 травня 1990 року Однак країна не мала б повної незалежності, лише досягнувши повної незалежности від Радянського Союзу 25 грудня 1991 року.

## Дотримання
Святкування Свободи або Святкування Свободи 4 травня - це щорічний військовий парад у Латвії, який проводиться з 2012 року на честь Дня відновлення незалежності Латвії. Це одна з головних подій дня. Парад, як правило, є першим із двох повних військових парадів, що проводяться на рік у країні, причому другий проводиться 11 листопада, в день Лачплесіса (лат. Lāčplēša diena), день вшанування пам’яті солдатів, які боролись за незалежність Латвії. Щороку парад проводиться в різних латвійських містах за межами столиці Риги.  Парад зазвичай починається об 11:00 і, як правило, залучає близько 500-1000 військовослужбовців Латвійських національних збройних сил, включаючи персонал, що представляє Сухопутні війська, флот, Повітряні сили, Національну гвардію, Державну прикордонну службу, підрозділ спеціальних завдань, військову поліцію та військові академії. Будучи членом НАТО, парад також бере участь у військових з таких країн НАТО, як США, Канада та Німеччина. Далі наводиться список парадів за роками:
- Резекне (2012) [2]
- Кулдига (2013)
- Валміера (2014)
- Єлгава (2015)
- Краслава (2016)
- Лієпая (2017) [3]
- Мадона (2018) [4] [5] [6]

Якщо свято припадає на вихідні, наступний понеділок є датою святкування. Відповідно до Ризьких урочистостей, церемонія покладання квітів завжди проводиться біля столичного монумента Свободи.

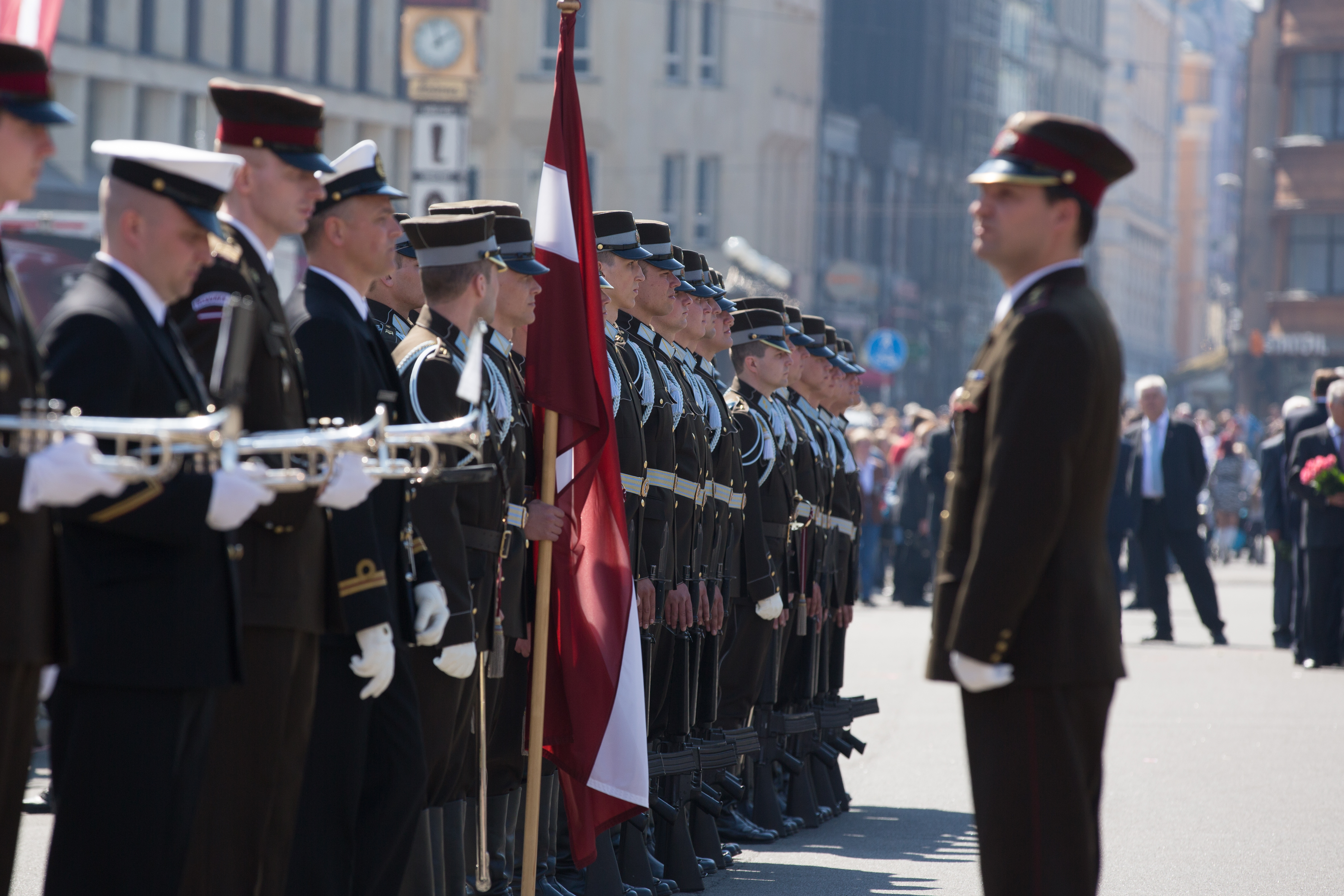
Капельний гурт NAF на церемонії покладання квітів до пам'ятника Свободи у 2016 році.

У 2016 р. Ініціатива під назвою «День білої скатертини» ( латис. Baltā galdauta diena   ) була започаткована Міністерством культури в контексті святкування Столітньої річниці Латвії (2018 р.) із запрошенням людей усіх громад зібратися за столом та разом відсвяткувати. Мета Святкування Білої Скатертини - зміцнити традицію збирати сім’ю, друзів, сусідів та громади за столом 4 травня, щоб свідомо відзначити нашу країну та вшанувати тих, хто допоміг її створити та захистити. Ми створюємо відчуття святкування разом у День білої скатертини, оскільки кожна людина приносить щось додати до столу та до розмови. День білої скатертини - нагадування про те, що відновлення незалежності Латвійської Республіки було результатом невпинних дій, мужності та зухвальства певних людей. 